# Samguk Sagi
Samguk Sagi (Kronieken van de drie koninkrijken) is een historisch verslag van de periode die de Koreaanse geschiedenis ingegaan is als de periode van de Drie koninkrijken. De drie koninkrijken waren Goguryeo, Baekje en Silla.
De Samguk Sagi is geheel geschreven in Klassiek Chinees, het schrift waarvan de elite zich in die tijd bediende, in opdracht van koning In Jong van Goryeo. Het geheel werd samengesteld door de regeringsfunctionaris en historicus Kim Busik (金富軾) en een team van jeugdige wetenschappers.
Werk aan de Samguk Sagi werd in 1145 voltooid. Het is het oudste Koreaans werk over de Koreaanse geschiedenis.

## Inhoud
De Samguk Sagi bestaat uit 50 verschillende delen, gwon (卷) genaamd. Deze vijftig delen kunnen als volgt worden ingedeeld:
- Annalen van Silla (Nagi; 나기 羅紀, ook wel Silla bongi 本紀) (12 gwon)
- Annalen van Goguryeo (Yeogi; 여기 麗紀. ook wel Goguryeo bongi 本紀) (10 gwon)
- Annalen van Baekje (Jegi; 제기 濟紀, ook wel Baekje bongi 本紀) (6 gwon)
- Chronologische tafels (nyeonpyo 년표 年表) (3 gwon)
- Monografieën (ji 지 志) (9 gwon): Beschrijvingen van ceremoniën en muziek, transport, geografie en overige officiële zaken
- Biografieën (yeoljeon 열전 列傳) (10 gwon)